# 张祥安
张祥安（1964年10月—），男，汉族，安徽和县人，中华人民共和国政治人物、第十二届全国人民代表大会安徽地区代表。

## 生平
1985年毕业于阜阳师范学院中文系，2005年9月至2008年11月参加中国科学技术大学行政管理专业在职研究生学习，获管理学硕士学位。历任安徽省含山县委宣传部干事、县委办公室科长、县委办公室副主任、主任，含山县环峰镇镇长，含山县人民政府副县长、县委副书记。2002年任六安市人民政府副市长，2006年任中共六安市委常委，2010年任安池铜省直管集中区管委会主任、安徽省江南产业集中区管委会主任。2013年1月当选滁州市人民政府市长。2017年7月，任中共滁州市委书记。2021年3月，调任中共安庆市委书记。
2013年，被选为全国人大代表。2022年6月，当选中共二十大代表。
2023年1月，当选为安徽省政协副主席。